# 腺叶香茶菜
腺叶香茶菜（学名：Isodon adenolomus）为唇形科香茶菜属下的一个种。